# Numero quantico
In meccanica quantistica un numero quantico esprime il valore di una quantità conservata nella dinamica di un sistema. I numeri quantici permettono di quantificare le proprietà di una particella e di descrivere la struttura elettronica di un atomo.

## I principali numeri quantici
Il problema di stabilire quanti siano i numeri quantici che caratterizzano un qualsiasi sistema quantistico è ancora aperto, tuttavia è possibile sapere quanti sono i numeri quantici necessari per descrivere ogni singolo caso: essi sono l'autovalore dell'Hamiltoniana e i valori delle osservabili che commutano con essa, ovvero le grandezze fisiche che si conservano sotto traslazione temporale.
Convenzionalmente si usa caratterizzare un sistema con quattro numeri quantici principali:
- L'autovalore dell'energia {\displaystyle E_{n}}, detto anche numero quantico principale o di Bohr, che assume valori interi ({\displaystyle n=1,2,3,\ldots }) e che dipende dalla sola distanza tra l'elettrone ed il nucleo.
- Il modulo quadro del momento angolare orbitale {\displaystyle {\hat {\mathbf {L} }}^{2}}, detto numero quantico orbitale, che può assumere valori interi compresi tra {\displaystyle 0} e {\displaystyle n-1}. Esso definisce la forma dell'orbitale atomico.
- La componente {\displaystyle {\hat {L}}_{z}} lungo un asse (convenzionalmente l'asse {\displaystyle z}) del momento angolare orbitale, detto numero quantico magnetico, che assume valori interi tra {\displaystyle -l} e {\displaystyle +l}.
- La componente {\displaystyle {\hat {S}}_{z}} lungo un asse (convenzionalmente l'asse {\displaystyle z}) dello spin, detto numero quantico di spin, che può assumere valori interi o semi interi che vanno da {\displaystyle -s} e {\displaystyle +s}.

| simbolo               | nome                              | Osservabile                               | valori                                           |
| --------------------- | --------------------------------- | ----------------------------------------- | ------------------------------------------------ |
| {\displaystyle n}     | Numero quantico principale        | {\displaystyle E_{n}\ }                   | {\displaystyle 1,2,3,...\ \rightarrow \ \infty } |
| {\displaystyle l}     | Numero quantico orbitale          | {\displaystyle {\hat {\mathbf {L} }}^{2}} | {\displaystyle 0,1,2,...\ \rightarrow \ n-1}     |
| {\displaystyle m_{l}} | Numero quantico magnetico         | {\displaystyle {\hat {L}}_{z}}            | {\displaystyle -l,-l+1,...,0,...,+l}             |
| {\displaystyle m_{s}} | Numero quantico magnetico di spin | {\displaystyle {\hat {S}}_{z}}            | {\displaystyle -s,-s+1,\ldots ,s-1,s}            |

Esistono, poi, altri numeri quantici, associati alle particelle elementari, molto importanti nelle reazioni fisiche: ad ognuno di essi, infatti, è associata una legge di conservazione specifica. Essi sono:
- Momento angolare totale
- Numero barionico
- Numero leptonico
- Numero B-L
- Carica elettrica
- Carica di colore
- Sapore
- Isospin dei nucleoni ({\displaystyle I})

Altro numero quantico è {\displaystyle v}, utilizzato per descrivere gli autovalori degli stati stazionari del Potenziale di Morse di una molecola biatomica.